# Tossal de les Forques (població)
|  | Per a altres significats, vegeu «Tossal de les Forques». |

El Tossal de les Forques és un nucli de població del municipi noguerenc de La Sentiu de Sió situat al nord del municipi. Durant la Guerra Civil fou un dels fronts de la batalla del Segre degut al seu enclavament elevat al territori. El front franquista va construir unes trinxeres encara presents i restaurades.
L'any 1933 es descobriren vestigis d'un poblat ibèric i molt a prop un necròpoli formada per unes vint-i-cinc fosses d'enterraments excavades a la roca.

## Galeria

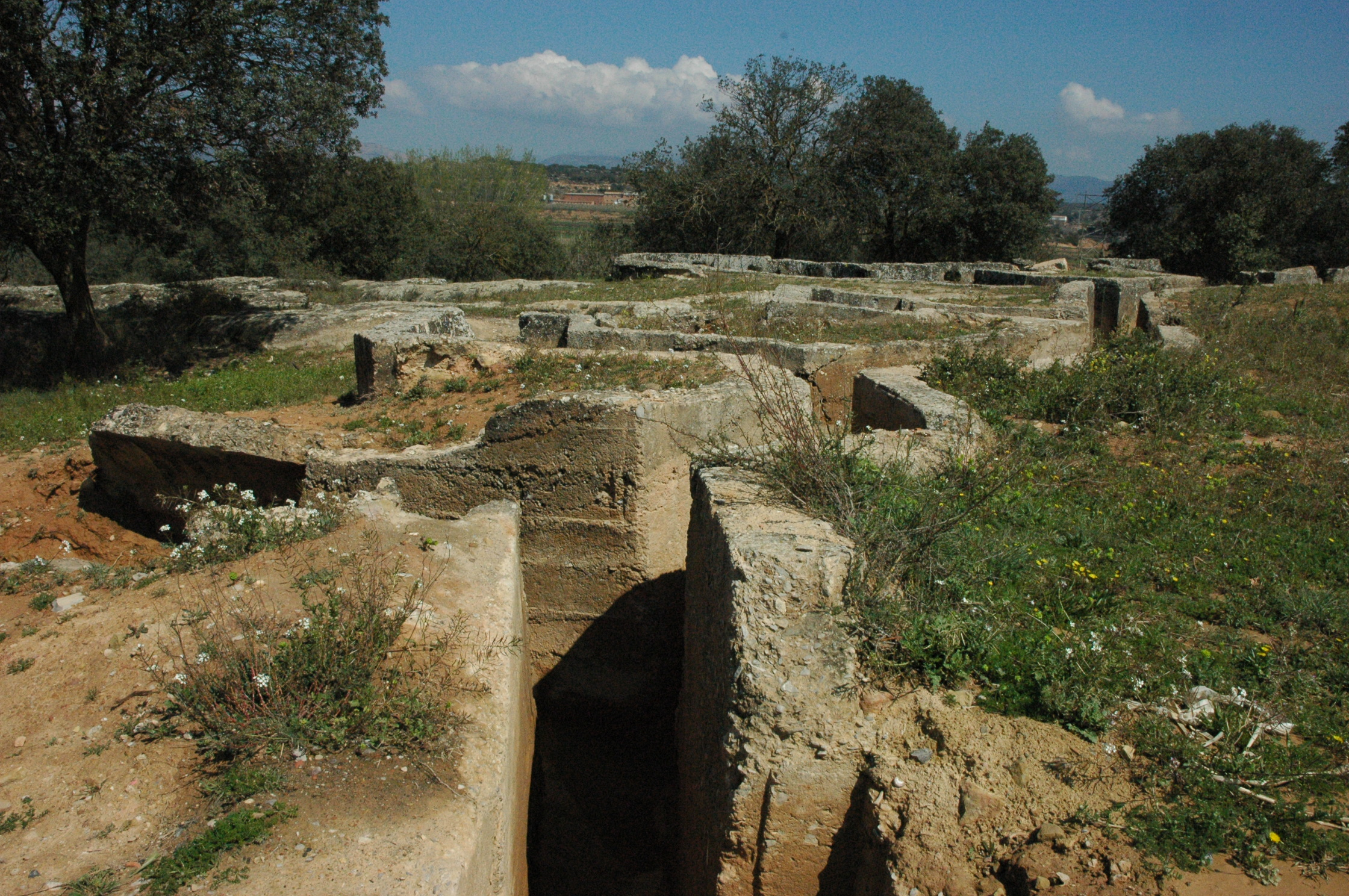
Trinxera Franquista del Tossal
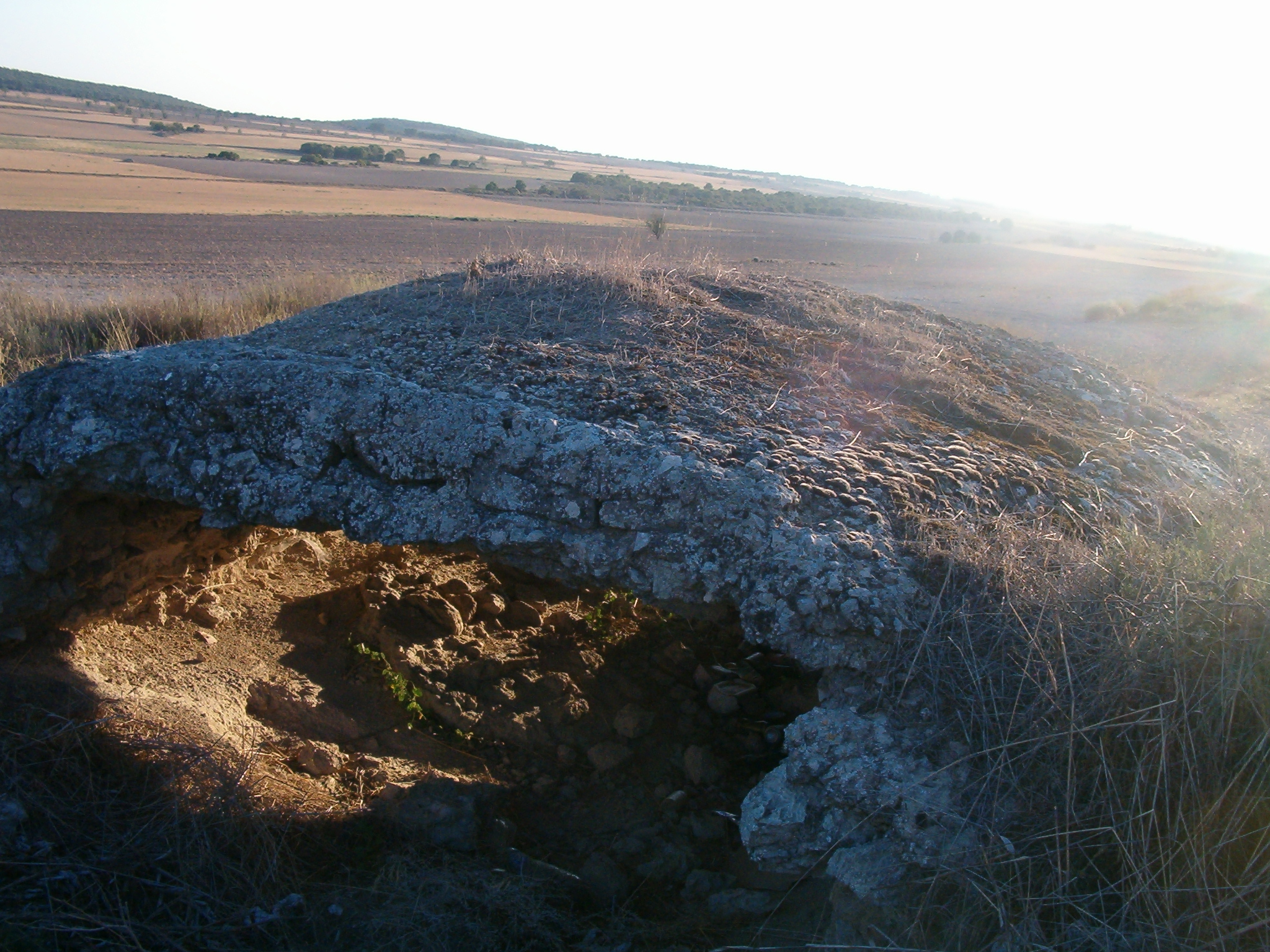
Trinxera Franquista del Tossal
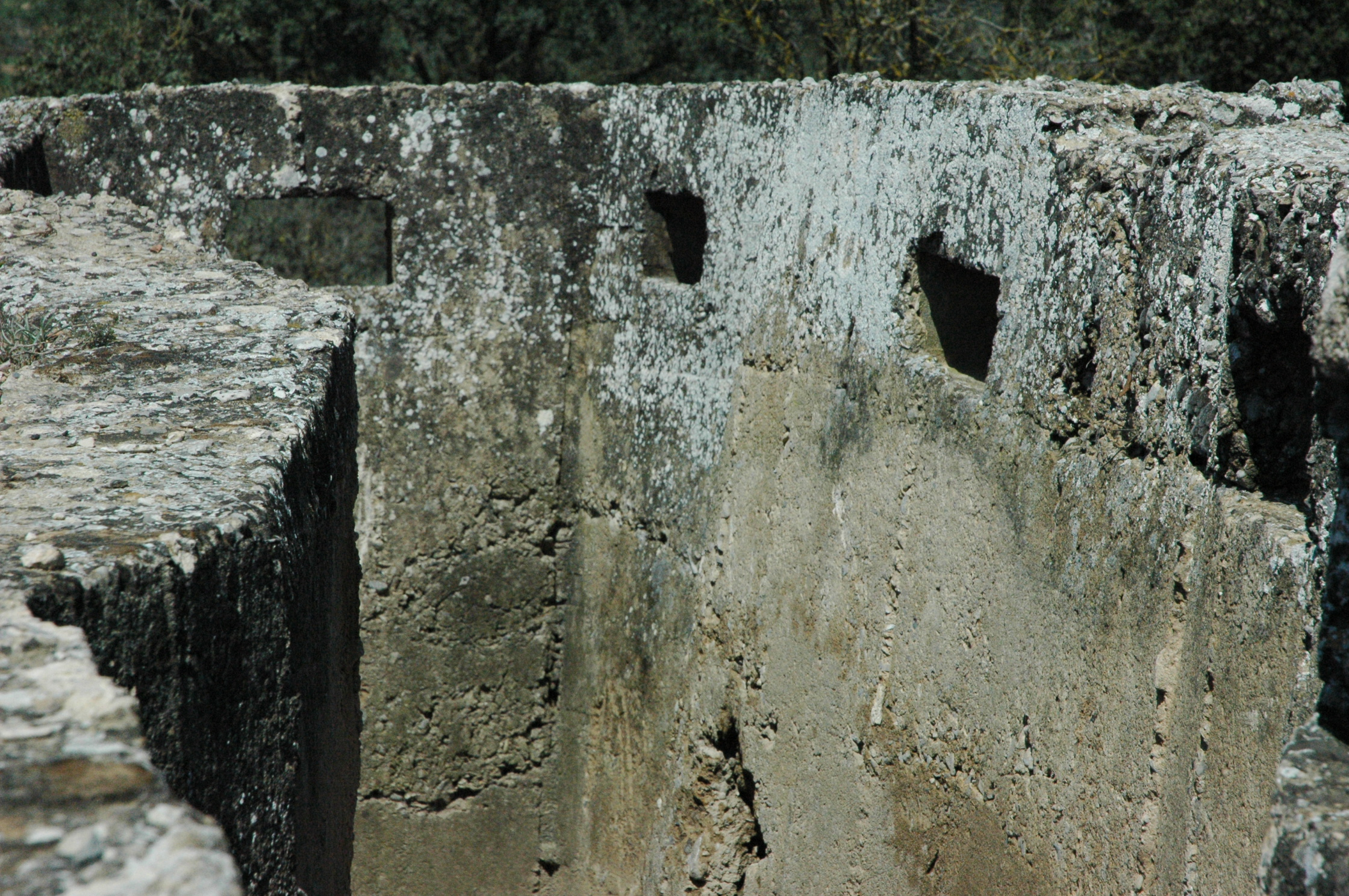
Trinxera Franquista del Tossal